# Mahmadżon Habibullojew
Mahmadżon Halimowicz Habibullojew, tadż. Маҳмадҷон Ҳалимович Ҳабибуллоев ros. Махмаджон Халимович Хабибуллоев, Machmadżon Chalimowicz Chabibułłojew (ur. 8 maja 1965, Tadżycka SRR) – tadżycki piłkarz, grający na pozycji pomocnika lub obrońcy, trener piłkarski.

## Kariera piłkarska

### Kariera klubowa
W 1991 rozpoczął karierę piłkarską w klubie Hosilot Farchor. W 1992 przeszedł do Rawszanu Kulab, w którym zakończył karierę piłkarza w roku 1996.

## Kariera trenerska
Po zakończeniu kariery piłkarza rozpoczął pracę szkoleniowca. Od 2001 do 2013 roku prowadził z przerwą Regar-TadAZ Tursunzoda. W 2007 roku również został zaproszony na stanowisko selekcjonera narodowej reprezentacji Tadżykistanu. W styczniu 2014 opuścił klub z Tursunzody i trenował młodzieżową reprezentację Tadżykistanu. W sierpniu 2014 stał na czele klubu Daleron-Uroteppa Istarawszan. W lutym 2015 roku objął stanowisko głównego trenera klubu Regar-TadAZ Tursunzoda, którym kierował do lipca 2015.

## Sukcesy i odznaczenia

### Sukcesy piłkarskie
Rawszan Kulab
- zdobywca Pucharu Tadżykistanu: 1994
- finalista Pucharu Tadżykistanu: 1993

### Sukcesy trenerskie
Regar-TadAZ Tursunzoda
- zdobywca Pucharu Prezydenta AFC: 2005, 2008, 2009
- finalista Pucharu Prezydenta AFC: 2006
- mistrz Tadżykistanu: 2001, 2002, 2006, 2007, 2008
- wicemistrz Tadżykistanu: 2005, 2009, 2010, 2011, 2012
- zdobywca Pucharu Tadżykistanu: 2001, 2005, 2006, 2011, 2012
- finalista Pucharu Tadżykistanu: 2013
- finalista Superpucharu Tadżykistanu: 2011, 2012, 2013

Daleron-Uroteppa Istarawszan
- brązowy medalista mistrzostw Tadżykistanu: 2014

### Sukcesy indywidualne
- najlepszy trener roku w Tadżykistanie: 2006, 2008

### Odznaczenia
- tytuł Zasłużonego Trenera Tadżykistanu